# سل گابتا
سُل گابتا (اسپانیایی: Sol Gabetta‎؛ زادهٔ ۱۸ آوریل ۱۹۸۱) ویلنسل‌نواز اهل آرژانتین است که برندهٔ جوایز گوناگونی از جمله جایزه گرامافون شده‌است.